# ROKS Wonsan
Le ROKS Wonsan (MLS-560) est un mouilleur de mines polyvalent et un navire de soutien de la marine de la république de Corée, le navire de tête (et unique unité) de la classe Wonsan, construit dans le cadre du programme MLS-I. Il sert principalement de mouilleur de mines et de dragueur de mines, secondairement de navire de soutien logistique ou d’entraînement. La marine sud-coréenne avait initialement prévu de construire trois unités de cette classe, mais en raison du manque de fonds, seule cette unité a été construite.

## Conception

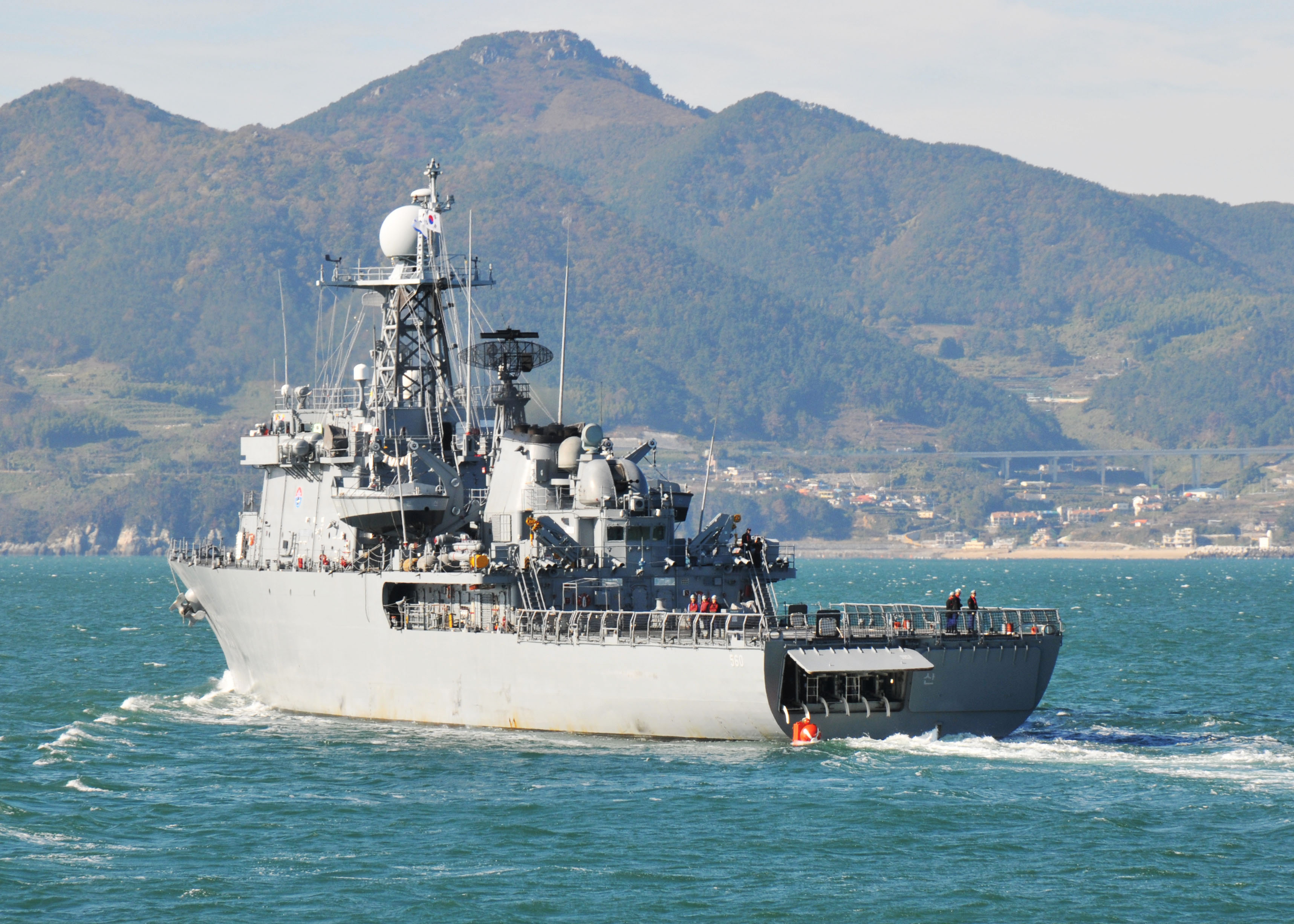
Le ROKS Wonsan

L’équipement électronique se compose du radar de recherche aérienne DA-05 de Thales, du radar S1810, du radar de recherche et de navigation SPS-95K et du sonar Thales PHS-32. Les canons utilisent le système de conduite de tir Samsung/Ferranti WSA-423, le radar de tir ST1802 et l’ogive optronique Radamec 2400. Le navire est armé d’un canon OTO Melara 76 mm dans la tourelle avant, de deux canons jumelés No Bong de 40 mm et de deux tubes lance-torpilles triples Mk 32 SVTT de 324 mm. La défense est renforcée par le système de reconnaissance radio ULQ-11K connecté à deux lance-leurres Mk 137 du système Mk 36 SRBOC. Au total, le navire peut transporter jusqu’à 300 mines navales, larguées par six paires de rails à l’arrière. Elles sont jetés à la mer par deux ouvertures à l’arrière, couvertes par des écoutilles quand elles ne sont pas utilisées. À l’arrière, il y a une grande zone d’atterrissage et un hangar pour l’hélicoptère lourd MH-53E. En plus de transporter des marchandises, celui-ci peut également être utilisé pour détruire des mines.
Le système de propulsion de type CODAD se compose de quatre moteurs diesel SEMT Pielstick 12PA6, chacun d’une puissance de 4300 ch, entraînant deux hélices. La vitesse maximale atteint 22 nœuds. L’autonomie est de 4500 nautiques à une vitesse de 15 nœuds. Pour améliorer les caractéristiques nautiques, le navire est équipé d’une paire de stabilisateurs d’ailerons actifs.

## Construction

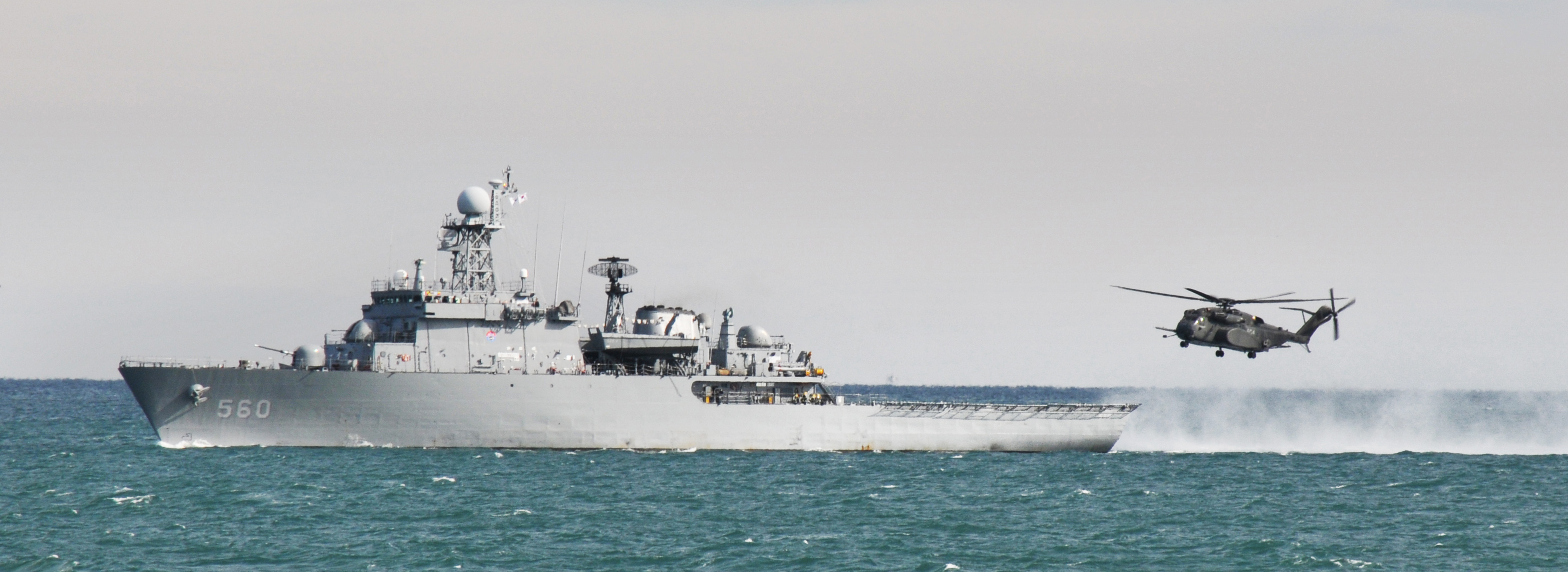
Le ROKS Wonsan avec un hélicoptère lourd CH-53

Le navire a été construit par le chantier naval sud-coréen Hyundai Heavy Industries (HHI) à Ulsan dans le cadre du programme MLS-I. La construction a commencé en juillet 1994. Le navire a été lancé en septembre 1996 et mis en service en septembre 1997. À l’origine, deux autres navires de cette classe devaient être construits, mais leur construction a été annulée en raison du manque de fonds,,.